# Montes Taurus
För andra betydelser, se Taurus.
Montes Taurus är en bergskedja på norrdöstra delen av den sida av månen som är vänd mot jorden. Den har fått sitt namn av Jan Hevelius efter Taurusbergen i Mindre Asien på jorden.
Montes Taurus är ett bergsområde med en diameter på 172 kilometer med berg som når höjder av 3 000 meter. Det ligger norr och öster om den stora kratern Römer och flera bikratrar till Römer ligger inom Montes Taurus område. Söder om bergsområdet och kratern ligger det lilla månhavet Sinus Amoris, som är en utlöpare mot norr från det större Mare Tranquillitatis. Norr om Montes Taurus ligger kratrarna Kirchhoff, rakt norrut från Römer, och Newcomb, nordost om Römer. Västerut ligger månhavet Mare Serenitatis.